# テンポ・ルバート
テンポ・ルバート（伊: tempo rubato）は、訳せば「盗まれた時間」という意味であり、本来的には音符の音価の一部を奪い、他の音符に付与することを意味していた。したがって全体のテンポは変化しなかった。19世紀以降ではこの概念は退化して、柔軟にテンポを変えるという意味で用いられるようにもなった。
テンポ・ルバートの記譜された実例は14世紀に遡る。テュルクの『クラヴィーア教本』(1789)では「最も普通には、先取または遅延によって音符をずらすことをいう」と記述されているが、実際には古典派の時代を通してテンポ・ルバートの概念は衰退し、単にテンポを厳格にしすぎない程度の意味になっていた。
テンポ・ルバートが再び脚光をあびるのはショパンの楽曲においてである。テンポ・ルバートはマズルカ、バラード、スケルツォ、ワルツ、ノクターン、即興曲といった、叙情的な作品の演奏において多く用いられる。普通は、フレーズの最初と最後を遅めに、また、強調したい音を長めに演奏するためにその前後を遅めに演奏し、それ以外の場所を速めに演奏する。この場合、完全にテンポが自由というよりは、基本のテンポを設定しておいて、それを基準に遅め、速めにずらす、という手法を採るのが一般的である。なお、ショパンの場合、このようなテンポの変化は楽譜に書かれていないため、演奏者の解釈に任されている。またショパンは右手のテンポを揺らしても、左手のテンポは常に一定であるべきであると述べている。つまり時間を盗むという旧来の用法に従っていた。
また、ルバート奏法は流派によって異なるかもしれない。ヴァイオリニストのジョシュア・ベルは、イザイの高弟であった師ギンゴルトから教えられた伝統的なフランコ＝ベルギー派のヴァイオリニストのルバートとして、（語義通りに）ある音符が他の音符の音の長さを盗むもの、すなわち（盗まれた音符の長さがそのぶん短くなることによって）より長いスパンではテンポを崩さず、辻褄を合わせるように演奏するべきものだと説明している。これは現代でも、ピエール・アモイヤルらの演奏にみとめられる。譜面の上でも、ドビュッシーなどの近代フランス音楽では、ad libとは明確に区別して表記されている。
一方、演奏の流派によってはどちらもあまり区別されず、テンポを自由にデフォルメして演奏される。